# 18992 Katharvard
18992 Katharvard este un asteroid din centura principală de asteroizi.

## Descriere
18992 Katharvard este un asteroid din centura principală de asteroizi. A fost descoperit pe 3 septembrie 2000 la Socorro, New Mexico, în cadrul proiectului LINEAR. Asteroidul prezintă o orbită caracterizată de o semiaxă mare de 2,99 ua, o excentricitate de 0,01 și o înclinație de 8,7° în raport cu ecliptica.